# بدون سابق إنذار (مسلسل)
بدون سابق إنذار هو مسلسل مصري عُرض في رمضان 1445 هـ الموافق ل2024 ميلادية. تدور الأحداث حول (مروان) و(ليلى) اللذان ينتظران قدوم مولودهما الأول، ويقعان في العديد من المشاكل.

## قصة المسلسل
تدور أحداث مسلسل "بدون سابق إنذار" حول "مروان" و"ليلى"، وهما زوجان تنقلب حياتهما رأسًا على عقب، بعد اكتشاف إصابة ابنهما بسرطان الدم. فيصير الزوجان مروان وليلى في صراع مع الزمن لإنقاذ حياة ابنهما، ويواجهان العديد من التحديات والمواقف الصعبة، ويحاولان بكل ما أوتيا من قوة إنقاذ حياة ابنهما الذي يحتاج إلى إيجاد متبرع كي يجري عملية عاجلة لنقل النخاع العظمي.

## روابط خارجية
- بدون سابق إنذار على موقع قاعدة بيانات الأفلام العربية